# Welam Wachtmeister
Carl Welam Louis Wachtmeister, född 23 december 1897 i Tolfta församling, Uppsala län, död 27 september 1973 i Hyltinge församling, Södermanlands län, var en svensk greve, hovman och militär.

## Biografi
Wachtmeister var son till överstekammarherren, greve Henning Wachtmeister (1869-1940) och Esther Carleson (1872-1947) samt bror till Baltzar Wachtmeister. Han avlade studentexamen i Stockholm 1916, blev fänrik vid Livgardet till häst (K 1) 1918, löjtnant där 1920 och löjtnant på övergångsstat 1928. Wachtmeister blev ryttmästare i kavalleriets reserv 1947. Wachtmeister blev kammarherre 1934. Han var ägare och brukare av Långdunker och Sparreholms slott.
Wachtmeister gifte sig 1928 med Ann Dickson (1906-1978), dotter till kammarherren Emil Dickson och Anna Lewenhaupt. Han var far till Margaretha (född 1929) och Mari-Ann (född 1934).

## Utmärkelser
Wachtmeisters utmärkelser:
- Minnestecken med anledning av Konung Gustaf V:s 90-årsdag (GV:sJmtll)
- Riddare av Svärdsorden (RSO)
- Riddare av Johanniterorden (RJohO)
- Riddare av Nederländska Oranien-Nassauorden med svärd (RNedONOmsv)